# کربی بلیس بلنتون
کربی بلیس بلنتون (انگلیسی: Kirby Bliss Blanton؛ زادهٔ ۲۴ اکتبر ۱۹۹۰) هنرپیشه اهل ایالات متحده آمریکا است که از سال ۲۰۰۴ میلادی تاکنون مشغول فعالیت بوده است.

## گزیده فیلمشناسی
از فیلم‌ها یا برنامه‌های تلویزیونی که وی در آن نقش داشته است می‌توان به آثار زیر اشاره کرد.
- آرزوی مرگ (۲۰۱۸)
- پروژه ایکس (۲۰۱۲)
- دروغ نگو توپ (۲۰۰۸)
- دارودسته (۲۰۰۶)
- هانا مونتانا (۲۰۰۶)